# Kansas City Chiefs 1981
La stagione 1981 dei Kansas City Chiefs è stata la 12ª nella National Football League e la 22ª complessiva. Malgrado il primo record positivo dal 1973 (9-7), la squadra mancò l'accesso ai playoff per il nono anno consecutivo.

## Roster
| Roster dei Kansas City Chiefs nel 1981 |
| --- |
| Quarterback - 4 Steve Fuller - 11 Bob Gagliano - 9 Bill Kenney Running Back - 30 Curtis Bledsoe RB - 37 Joe Delaney RB - 21 Clark Gaines RB - 48 James Hadnot FB - 43 Billy Jackson RB - 22 Ted McKnight RB - 39 Rick Moser RB - 40 Mike Williams RB Wide Receiver - 88 Carlos Carson - 89 Henry Marshall - 80 James Murphy WR/KR - 87 Stan Rome - 86 J.T. Smith WR/PR Tight End - 85 Ed Beckman - 84 Al Dixon - 80 Bubba Garcia - 83 Marvin Harvey - 81 Willie Scott Offensive Linemen - 66 Brad Budde G - 65 Tom Condon G - 77 Charlie Getty T - 60 Matt Herkenhoff T - 70 Jim Rourke G - 58 Jack Rudnay C - 73 Bob Simmons G - 76 Roger Taylor T - 62 Todd Thomas C/LS Defensive Linemen - 99 Mike Bell DE - 95 Frank Case DE - 75 Sylvester Hicks DE - 91 Ken Kremer DE/NT - 71 Dave Lindstrom DT - 74 Dino Mangiero DT - 61 Don Parrish NT - 67 Art Still DE Linebacker - 57 Jerry Blanton ILB - 56 Phil Cancik LB - 52 Tom Howard LB - 51 Charles Jackson OLB - 55 Dave Klug LB - 54 Frank Manumaleuga LB - 63 John Olenchalk LB/LS - 53 Whitney Paul OLB - 50 Cal Peterson LB - 59 Gary Spani ILB Defensive Back - 26 Gary Barbaro FS - 34 Lloyd Burruss SS - 42 M.L. Carter CB - 20 Deron Cherry S - 41 Herb Christopher S - 46 Paul Dombroski CB - 24 Gary Green CB - 44 Eric Harris CB - 31 Will Lewis CB Special Team - 7 Jeff Gossett P - 1 Bob Grupp P - 8 Nick Lowery K Lista delle riserve - 35 Horace Belton RB (IR) - -- James Black DE (IR) - -- David Cunningham RB (IR) - -- Jeff Davis TE (IR) - -- Lance Madison WR (IR) - -- Les Studdard G (IR) - -- George Stewart G (IR) - -- Ron Washington WR (IR) |
| Legenda - I rookie sono in corsivo. - Il primo ruolo è il principale mentre gli eventuali successivi indicano i ruoli secondari. - (IR) sta per Injured Reserve ed indica la lista ristretta per un solo giocatore infortunato che può tornare ad allenarsi dopo la settimana 6 e a rientrare in prima squadra dopo che questa ha giocato 8 partite. - (NF-Inj.) / (NF-Ill.) stanno rispettivamente per Non-Football Injured e Non-Football Illness ed indicano le liste dove viene inserito un giocatore che ha un infortunio o una malattia non dipendente dal football americano. - (PUP) sta per Physically Unable to Perform ed indica la lista dove viene inserito un giocatore mentre è in attesa di recuperare la condizione fisica. Nella stagione regolare dopo la sesta partita giocata dalla propria squadra, il giocatore ha tempo tre settimane per riprendere ad allenarsi, più tre settimane aggiuntive dal suo rientro agli allenamenti per rientrare in prima squadra. |

## Calendario
| Stagione regolare |                   |                         |           |          |
| Turno             | Data              | Avversario              | Risultato | Pubblico |
| 1                 | 6 settembre 1981  | at Pittsburgh Steelers  | V 37–33   | 53,305   |
| 2                 | 13 settembre 1981 | Tampa Bay Buccaneers    | V 19–10   | 50,555   |
| 3                 | 20 settembre 1981 | San Diego Chargers      | S 42–31   | 63,866   |
| 4                 | 27 settembre 1981 | at Seattle Seahawks     | V 20–14   | 59,255   |
| 5                 | 4 ottobre 1981    | at New England Patriots | S 33–17   | 55,931   |
| 6                 | 11 ottobre 1981   | Oakland Raiders         | V 27–0    | 76,543   |
| 7                 | 18 ottobre 1981   | Denver Broncos          | V 28–14   | 74,672   |
| 8                 | 25 ottobre 1981   | at Oakland Raiders      | V 28–17   | 42,914   |
| 9                 | 1º novembre 1981  | at San Diego Chargers   | S 22–20   | 51,307   |
| 10                | 8 novembre 1981   | Chicago Bears           | S 16–13   | 60,605   |
| 11                | 15 novembre 1981  | Houston Oilers          | V 23–10   | 73,984   |
| 12                | 22 novembre 1981  | Seattle Seahawks        | V 40–13   | 49,002   |
| 13                | 26 novembre 1981  | at Detroit Lions        | S 27–10   | 76,735   |
| 14                | 6 dicembre 1981   | at Denver Broncos       | S 16–13   | 74,744   |
| 15                | 13 ottobre 1981   | Miami Dolphins          | S 17–7    | 57,407   |
| 16                | 20 dicembre 1981  | at Minnesota Vikings    | V 10–6    | 41,110   |

## Classifiche
| AFC West              |    |    |   |      |     |      |     |     |     |
|                       | V  | S  | P | %    | DIV | CONF | PF  | PS  | STR |
| San Diego Chargers(3) | 10 | 6  | 0 | .625 | 6–2 | 8–4  | 478 | 390 | V2  |
| Denver Broncos        | 10 | 6  | 0 | .625 | 5–3 | 7–5  | 321 | 289 | S1  |
| Kansas City Chiefs    | 9  | 7  | 0 | .563 | 5–3 | 7–5  | 343 | 290 | V1  |
| Oakland Raiders       | 7  | 9  | 0 | .438 | 2–6 | 5–7  | 273 | 343 | S2  |
| Seattle Seahawks      | 6  | 10 | 0 | .375 | 2–6 | 6–8  | 322 | 388 | V1  |